# Alexander Wielemans

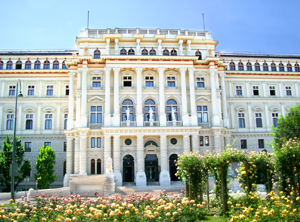
Justitiepalatset i Wien

Alexander Wielemans Edler von Monteforte, född 4 februari 1843 i Dornbach, Wien, död där 7 oktober 1911, var en österrikisk arkitekt.
Wielemans var i lärjunge till Eduard van der Nüll och August Sicard von Sicardsburg, men övergick 1868  till Friedrich von Schmidt och studerade hos denne till hösten 1874. Han deltog med i tävlingar för en kyrkogård i Wien (i gotik), för kursalen i Ischl (i italiensk renässans), för rådhuset i Grossenhain (i tysk renässans), för musik- och konstföreningsbyggnaden i Prag (i italiensk renässans) samt med glänsande framgång för Justitiepalatset i Wien, som byggdes 1875-81 och anses på ett lyckat sätt förena tysk och italiensk renässans.